# Гейнріх Любке
Гейнріх Любке (нім. Karl Heinrich Lübke; 14 жовтня 1894, Енкгаузен, Зауерланд — 6 квітня 1972, Бонн) — німецький політик, другий в історії повоєнної Німеччини федеральний президент (1959—1969), член партії Християнсько-демократичний союз, почесний доктор — Dr.h.c.. За конфесією католик.

## Хронологія життя
- 1913- закінчив гімназію
- з 1918 — навчався економіці та права у Берліні і Мюнстері
- з 1923 — працював в сільськогосподарській адміністрації
- 1926—1933 — Директор спілки «Німецького селянства»
- 1931 — депутат Прусського Ландтагу
- 1933—1935 — звільнення з усіх посад, звинувачення у корупції, 20 місяців ув'язнення на час розслідування
- 1945 — вступ до ХДС
- 1946 — депутат Вестфальського Ландтагу
- 1947 — міністр Харчування, сільського господарства та лісництва землі Північний Рейн — Вестфалія
- 1949—1950 — депутат Бундестагу, голова Комітету з агрополітики
- 1952 — відставка з депутатських постів
- 1953 — нове обрання до Бундестагу
- 1953 — федеральний міністр харчування, сільського господарства та лісництва
- 1957 — відзначення його Великим Хрестом за Заслуги

## Відомі цитати та вислови Г.Любке
- « -Sehr geehrte Damen und Herren, liebe Neger»[8][9] (укр. «- Шановні пані та панове, любі негри!») — Під час візиту в Ліберію, Африка, в 1962 р.

- Вільний переклад з німецької на англійську фрази: «Gleich geht's los» (укр. Зараз почнеться): «Equal goes it loose»[10]

## Вебсайти
- Офіційна сторінка біографії (нім.)
- Біографія на сайті WHO'S WHO [Архівовано 10 жовтня 2007 у Wayback Machine.] (нім.)